# Iwan Krolis

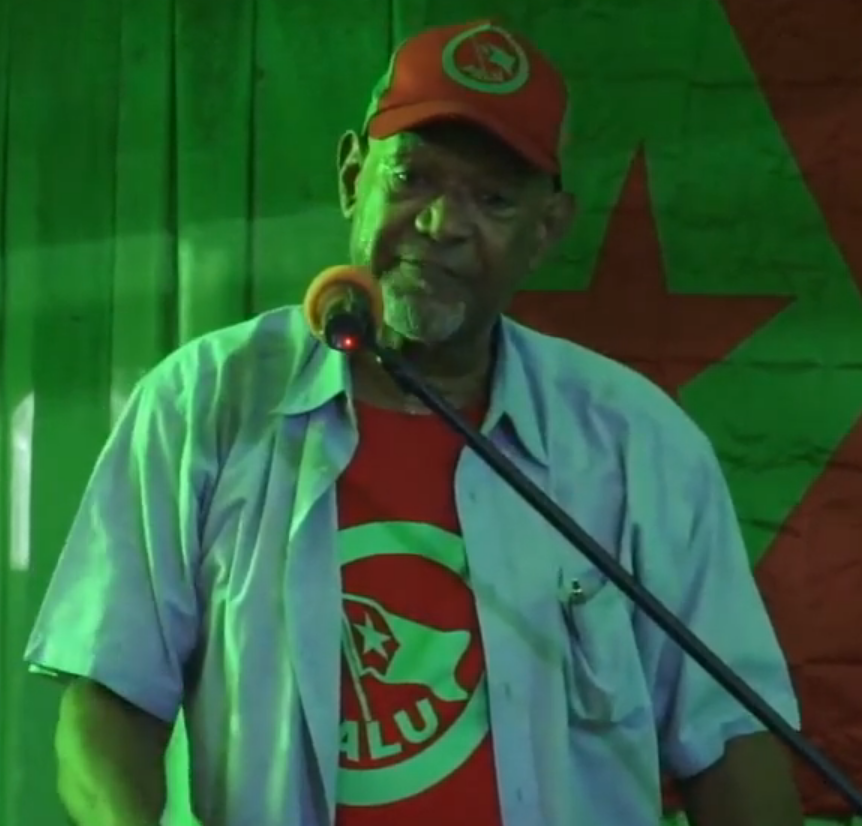
Iwan Krolis (2015)

Iwan Emanuel Albert Krolis (Suriname, 1942) is een oud- Surinaams politicus en was een van de verdachten in het proces van de Decembermoorden. Inmiddels vrijgesproken door de rechtbank op 29 november 2019.
Krolis studeerde in Nederland aan de toenmalige Landbouwhogeschool Wageningen tropische landbouw. Na zijn afstuderen keerde hij terug naar zijn geboorteland. Krolis was de voorzitter van de politieke partij de PALU, de Progressieve Arbeiders- en Landbouwers Unie ten tijde van de decembermoorden. Deze zeer linkse partij, een afsplitsing van de Progressieve Volkspartij (PVP), had nauwe banden met het militaire regime van Desi Bouterse. Krolis en Bouterse hadden regelmatig contact. Krolis bepleitte een radicale koers en stelt dat de revolutie slachtoffers mag maken.
Volgens de verklaring van de enige overlevende van de moorden, Fred Derby, zou Krolis op 8 december aanwezig zijn geweest op Fort Zeelandia ten tijde van de moorden op Frank Wijngaarde, Harold Riedewald, John Baboeram en Eddy Hoost. Vast staat dat vlak na de arrestaties van de latere slachtoffers van de decembermoorden de PALU in spoedvergadering bijeen kwam en dat Krolis PALU-leden opriep om mee te doen omdat een daad als deze de revolutie verder zou brengen.
Krolis bleef werkzaam in de bosbouw als ingenieur en ging op 16 november 2006 met verplicht pensioen. Hij was op dat moment directeur van de Stichting voor Bosbeheer en Bostoezicht (SBB). Krolis bleef tot 2004 voorzitter van de PALU toen Jim Hok het voorzitterschap overnam. In 1992 verklaarde Krolis tijdens het vijftienjarig jubileumcongres dat er een onderzoek moest komen naar de Decembermoorden. Uiteindelijk belandde Krolis zelf op de verdachtenlijst. Hij tekende hiertegen bezwaar aan, dat ook in hoger beroep op 11 juni 2007 werd verworpen.
Krolis is ook gewezen president-commissaris van de Energiebedrijven Suriname.